# بشارت (فیلم)
بشارت (مجاری: Angyali üdvözlet) فیلمی در ژانر درام محصول ۱۹۸۴ مجارستان است. این فیلم به کارگردانی آندراش یِلِش و بر اساس نمایشنامهٔ تراژدی انسان از ایمره ماداچ ساخته شده‌است.